# Куттик, Андраш
Андра́ш Куттик (венг. Kuttik András; 23 мая 1896, Будапешт — 2 января 1970, Аньо) — венгерский футболист , полузащитник. После завершения игровой карьеры работал тренером.

## Карьера
Андраш Куттик начал карьеру в клубе «33». Летом 1924 года его клуб провёл несколько матчей в Италии. Там его заметили в клубе «Про Патрия», с которым полузащитник подписал контракт. Затем играл в «Леньяно». Годом позже футболист стал играющим тренером «Про Патрии», а затем «Леньяно». В 1929 году он стал главным тренером «Вероны». В первом сезоне клуб Куттика занял 6 место, а на второй сезон — пятое. В сезоне 1931/1932 клуб занял 3 место. По ходу сезона 1931/1932 году Куттик возглавил «Перуджу», и клуб под его руководством занял второе место в серии С. 24 июля 1932 года Куттик стал главным тренером «Кальяри», где заменил своего соотечественника Эрнё Эрбштейна. По итогам первого сезона клуб занял 14 место в серии В. В середине второго сезона он был уволен и заменён на Энрико Кротти.
В 1934 году Андраш заменил Ференца Племиха на посту главного тренера «Реджины» и привёл клуб к 12 месту в Прима дивизионе. В 1935 году он заменил Энгельберта Кёнига на посту главного тренера «Бари» и занял второе место в серии В, выведя клуб в серию А. Там в сезоне 1935/1936 клуб занял 14 место. 3 октября 1936 года поезд на котором ехала команда «Л’Акуила» столкнулся с почтовым поездом, ехавшим в противоположном направлении. В аварии погибло 14 человек, включая главного тренера клуба Аттилио Буратти. Клубу было предложено сняться с чемпионата с возможностью «не вылетать» из турнира. Но «Л’Акуила» отказалась и наняла Куттика на пост главного тренера. Клуб по итогам сезона занял 14 место в серии В и вылетел в низший дивизион.
Летом 1937 года Куттик заменил на посту главного тренера «Виченцы» чехословака Вальтера Альта. В первом же сезоне он привёл клуб ко второму месту в группе А серии С. А через год в том же турнире 3 место. На следующий сезон Андраш во второй раз в карьере стал главным тренером «Бари», но после 10 тура, в котором его команда проиграла «Болонье», был уволен и его место занял Раффаеле Константино. В 1939 году Куттик вместе с Анджело Маттеа возглавил «Торино». Клуб под их руководством занял 6 место. Затем он возглавил «Луккезе», заняв 10 место в серии В. Потом Куттик в третий раз стал главным тренером «Бари», продержавших на этом посту 18 туров. В марте 1942 года Андраш стал главным тренером «Торино», но в следующем сезоне после ничьи с «Лацио» 27 декабря, его заменил Антонио Янни. В этот период он перестроил команду на инновационный в те годы метод игры, названный «Система». Который клуб уже без Куттика использовал уже в период «Гранде Торино».
После окончания второй мировой войны Куттик в январе 1947 года возглавил «Бари», заняв 7 место в серии А. А после 10 тура сезона 1947/1948 он был уволен. В следующем сезоне он опять стал главным в «Бари», но был уволен уже после 5 тура. В 1948 году Андраш возглавил «Козенцу» и занял с ней 5 место в группе D серии С. Затем он часть сезона 1949/1950 был главным тренером «Фоджи» и «Чезены» в сезоне 1950/1951. Он работал в мексиканской «Гвадалахаре». А в 1952 году заменил Анджело Пиккалуджу в «Козенце». С клубом Куттик занял 5 место в группе D серии С, а в следующем сезоне — 13-е место в группе H серии С. После чего клуб обанкротился и отправился в низший дивизион.
В 1959 году Куттик стал главным тренером турецкого «Бешикташа». И в первый же год венгерский тренер привёл клуб к выигрышу национального чемпионата. Затем Андраш возглавлял клуб «Гёзтепе» и вновь «Бешикташ». А затем команду «Вефа».

## Достижения
- Чемпион Турции: 1959/1960